# Casa Sloane (Chelsea)

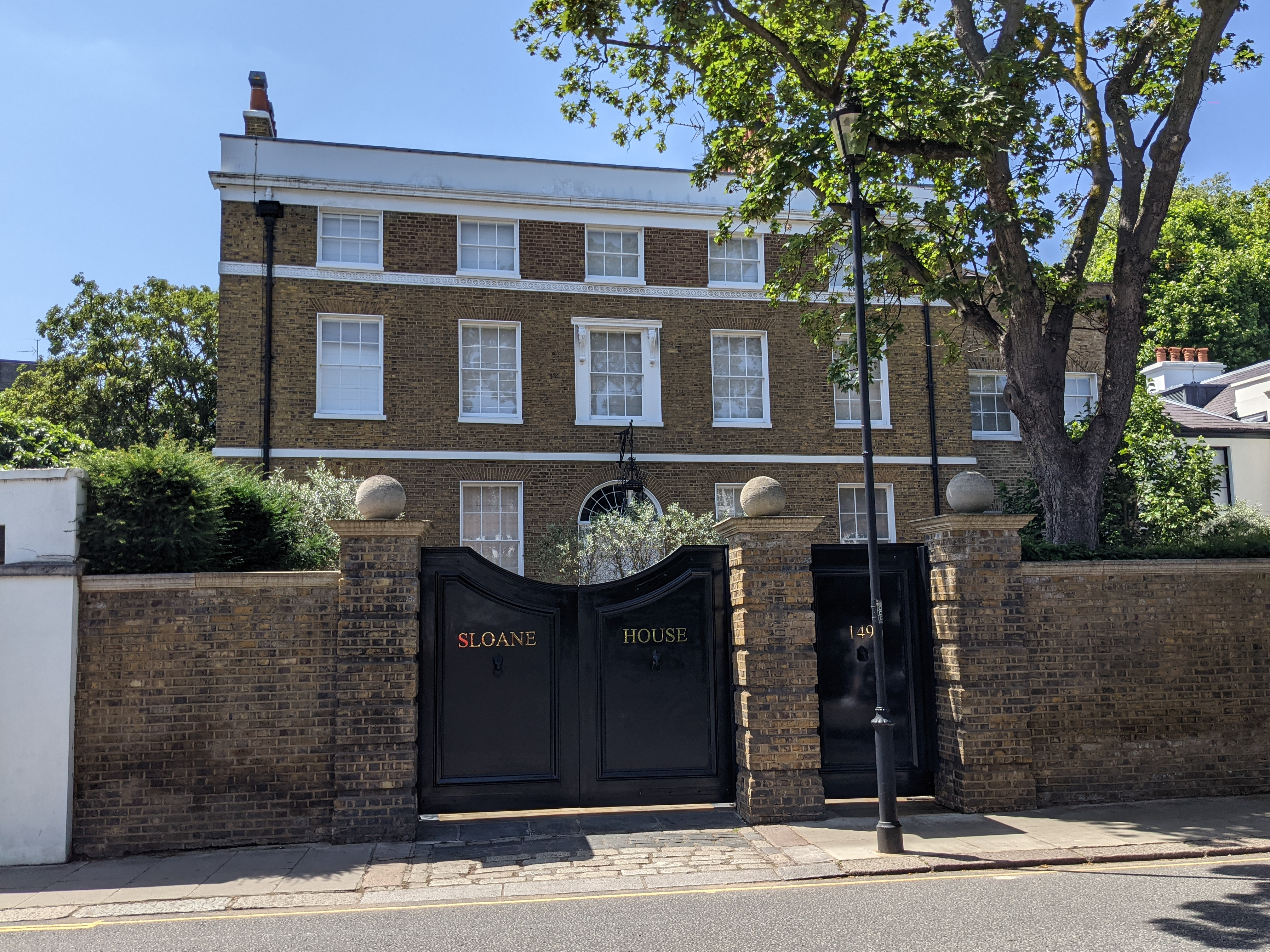
Casa Sloane atualmente

A Casa Sloane em 149 Old Church Street é uma casa do final do século 18, listada como Grau II, em Chelsea, Londres.